# Tom Boyd
Thomas "Tom" Boyd (MBE) (født 24. november 1965 i Glasgow, Skotland) er en tidligere skotsk fodboldspiller, der spillede som midterforsvarer. Han var på klubplan tilknyttet Motherwell F.C. og Celtic F.C. i hjemlandet, og spillede også en enkelt sæson hos engelske Chelsea F.C. Med Celtic var han blandt andet med til at vinde tre skotske mesterskaber.
Boyd blev desuden noteret for hele 72 kampe for Skotlands landshold, hvori han scorede et enkelt mål. Han deltog ved EM i 1992, EM i 1996 og VM i 1998.

## Titler
Skotsk Premier League
- 1998, 2001 og 2002 med Celtic F.C.

Skotsk FA Cup
- 1991 med Motherwell F.C.
- 1995 og 2001 med Celtic F.C.

Skotsk Liga Cup
- 1997, 2000 og 2001 med Celtic F.C.